# Kombilimousine

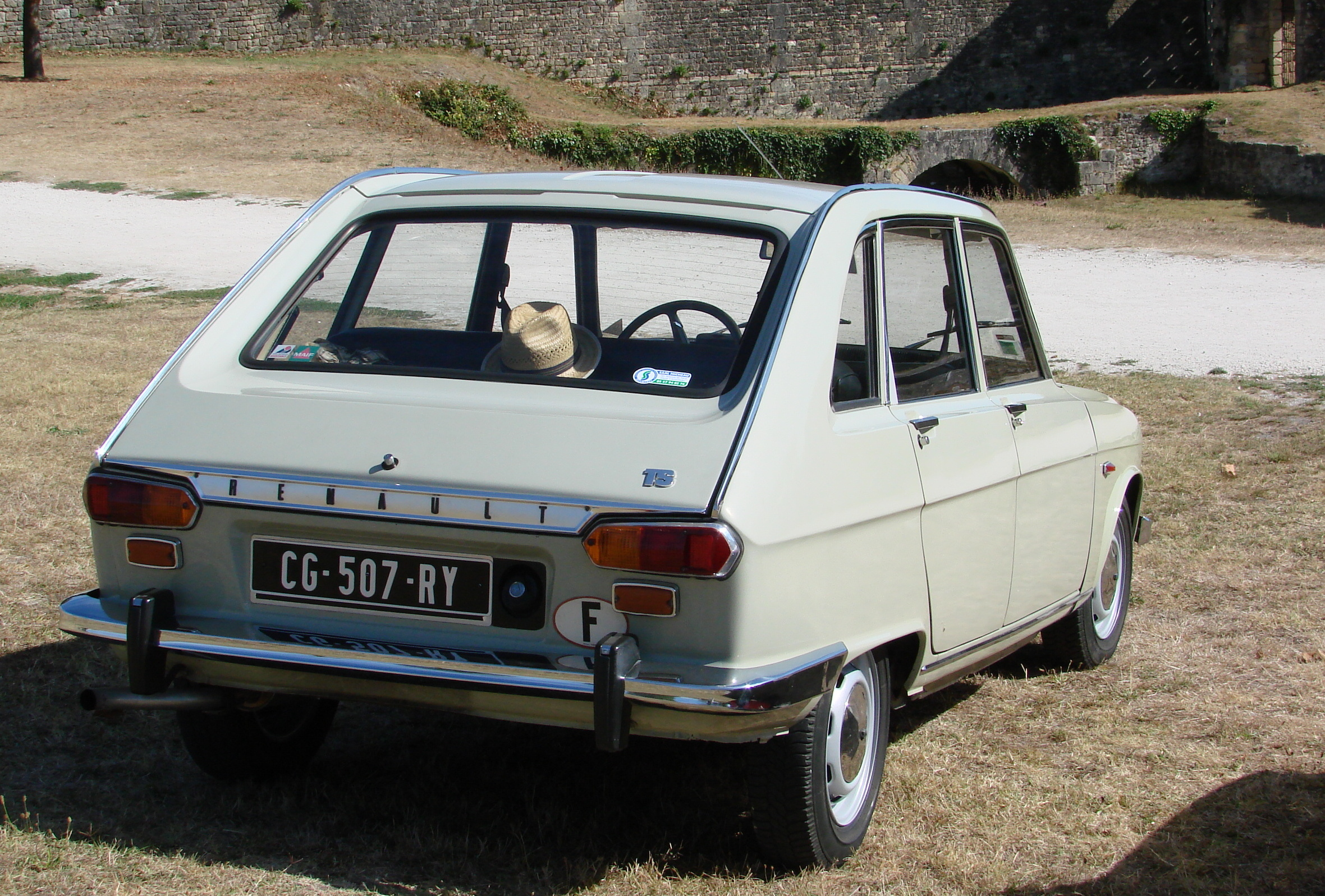
Der 1965 eingeführte Renault 16 war der erste fünftürige Mittelklasse-PKW in Vollheckbauweise, rückblickend wird er auch als Kombilimousine bezeichnet.

Eine Kombilimousine bezeichnet in den EG-Fahrzeugklassen die Aufbauart M1 AC, also geschlossene Personenkraftwagen mit vergrößertem Innenraum hinten. Sie umfasste ursprünglich den Kombi. Seit wenigen Jahren werden auch verschiedene Fahrzeuge mit Schrägheck und Heckklappe, die Zugang zum Innenraum des Fahrzeuges ermöglicht, in diese Aufbauart eingeordnet, beispielsweise der VW Golf. Er war früher als M1 AB (Schräghecklimousine) klassifiziert.
Zudem gibt es im Volksmund eine abweichende Auffassung für diesen Begriff. Demnach ist die Kombilimousine eine Mischform von Limousine und Kombi. Sämtlichen Interpretationen gemein ist, dass eine Kombilimousine stets eine große Heckklappe hat.

## Definition
In der deutschen Version lautet die amtliche Definition:
- Klasse M1: Fahrzeuge zur Personenbeförderung mit höchstens acht Sitzplätzen außer dem Fahrersitz (umgangssprachlich PKW und Wohnmobile)
- Aufbauart AC: geschlossen, mit vergrößertem Innenraum hinten, festem Dach und entsprechenden festen Säulen, mit zumindest 4 Sitzplätzen in zumindest zwei Sitzreihen (Sitze in 2. Sitzreihe können umklappbar oder entfernbar sein um den Laderaum zu vergrößern), zwei bzw. vier Türen und einer mit Heckklappe und vier oder mehr Seitenfenstern[3]

## Begriffsentwicklung und Bedeutung
Der Begriff wurde ab Ende der 1960er-Jahre verwendet, nachdem bereits ab 1958 zahlreiche PKW-Baumuster in Vollheckbauweise wie der Mini, Renault 4 und Renault 16 aufgekommen waren. In Deutschland begann der Siegeszug der Vollheckbauweise mit der Einführung des VW Golf (1974). Bei den Kleinwagen und in der Kompaktklasse ersetzte die Vollheckbauweise seither großteils die bis in die 1970er-Jahre üblichen Limousinen. In der oberen Mittelklasse konnte sie sich mit wenigen Ausnahmen aber nicht durchsetzen.
Bei der Kombilimousine wird die Heckklappe im deutschen Sprachraum in vielen Quellen wie beim Kombi als zusätzliche Tür mitgezählt, sodass man – je nach Anzahl der Türen – von drei- oder fünftürigen Ausführungen spricht. Andere Quellen wiederum bezeichnen die betreffenden Fahrzeuge als Zwei- oder Viertürer mit Heckklappe.
Wurde ein dreitüriges Fahrzeug mit Schrägheck nicht aus einer Limousine, sondern einem Coupé entwickelt, spricht man von einem Kombicoupé.

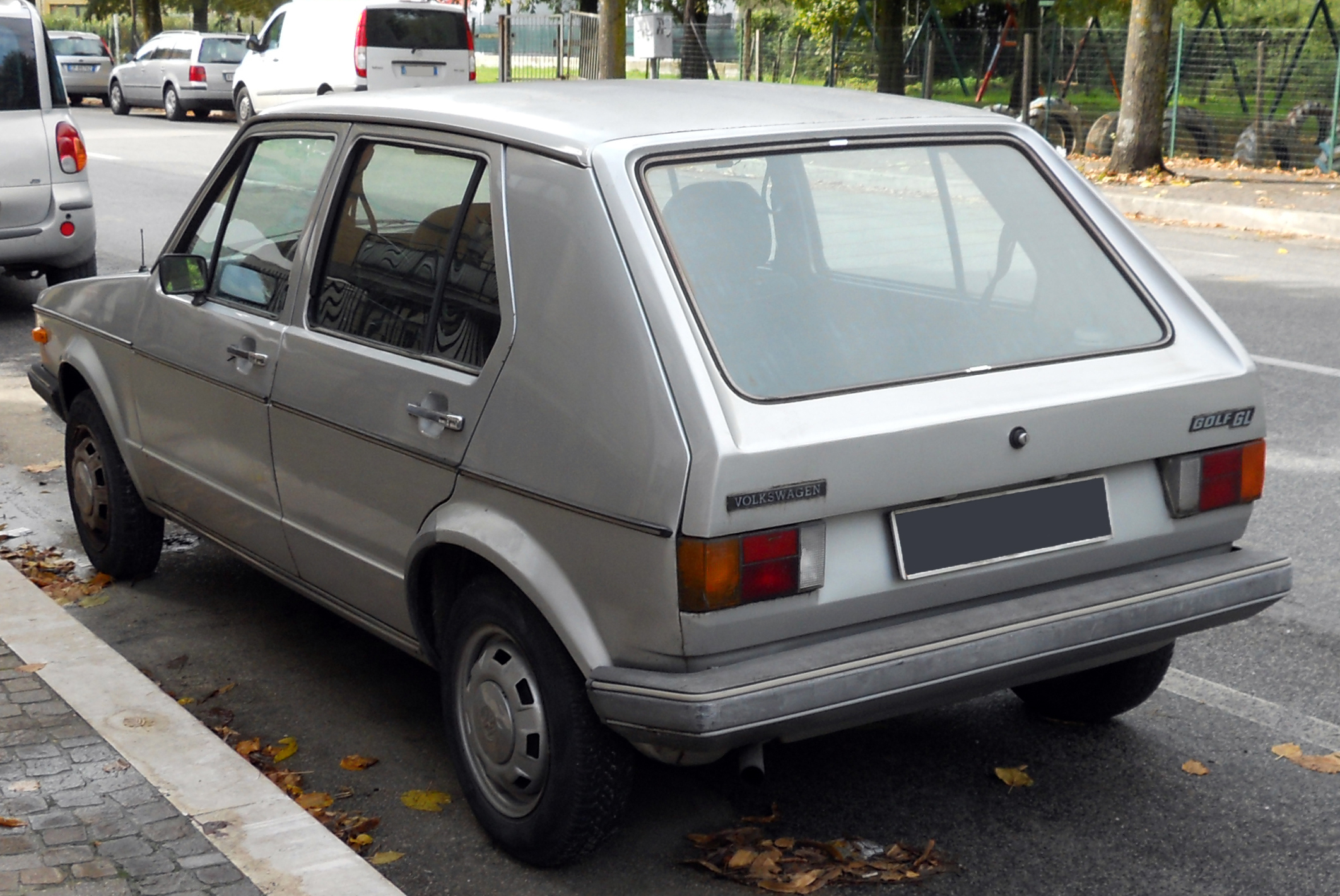
VW Golf I (Modell 1978)
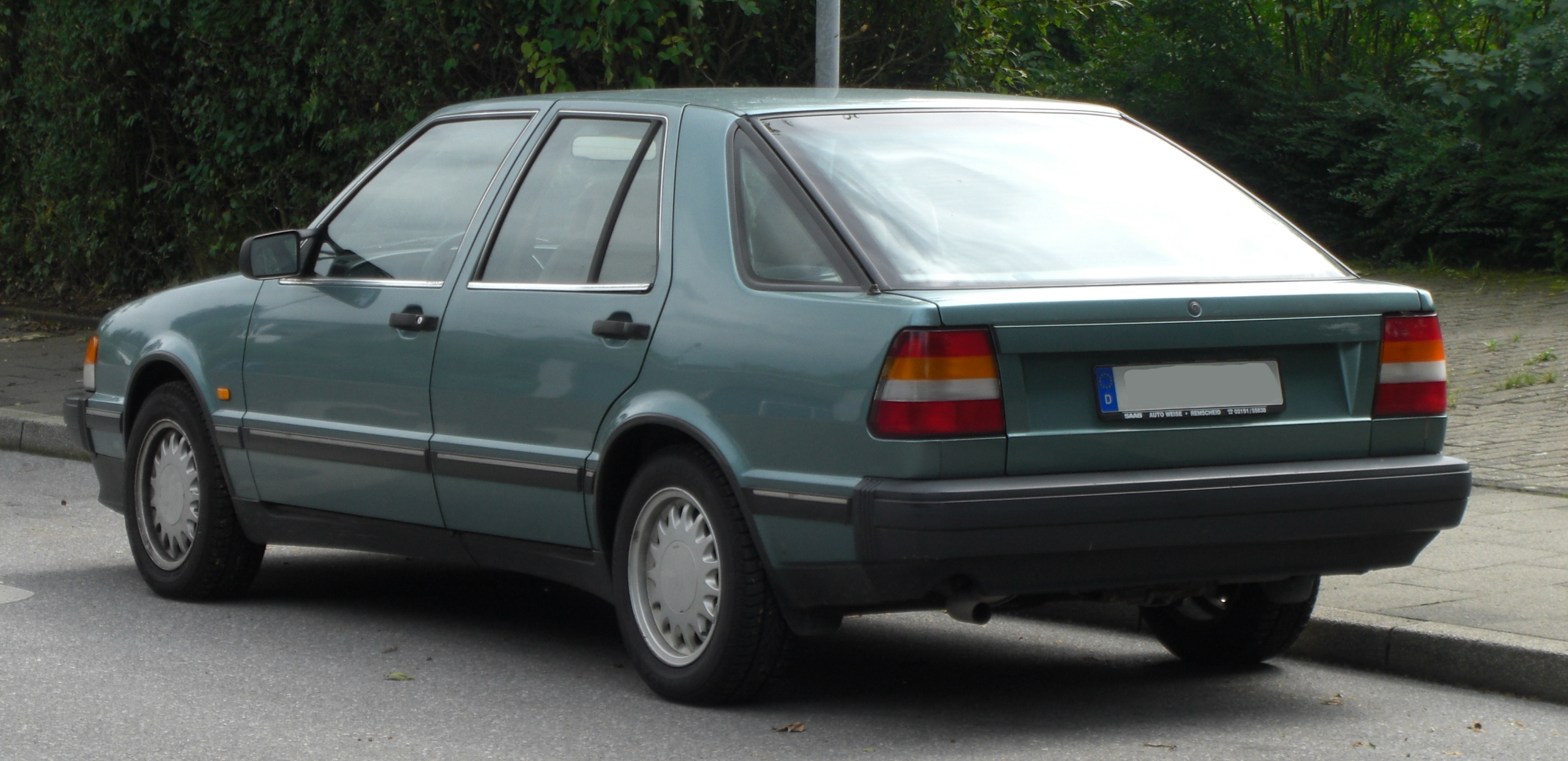
Saab 9000 (1985)
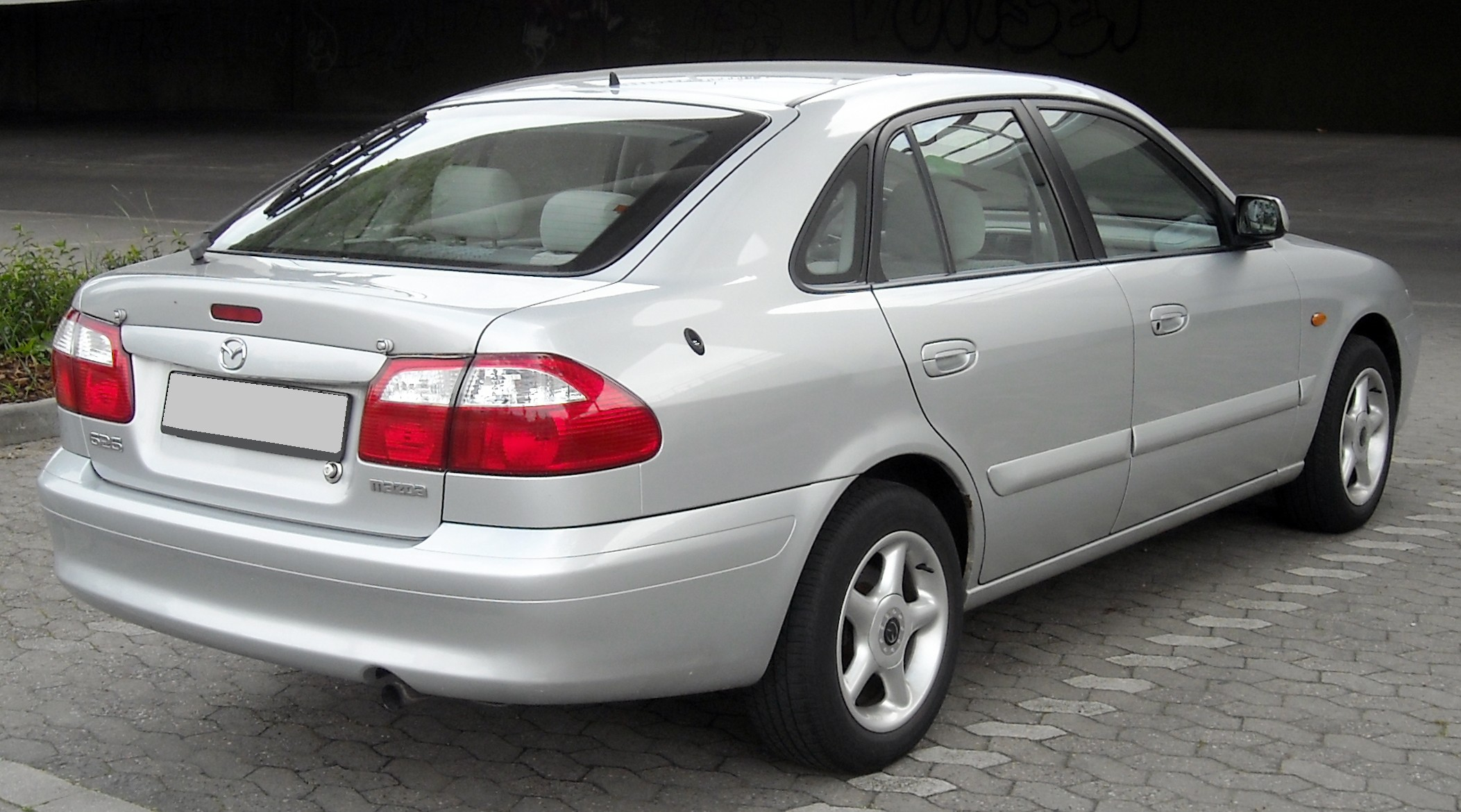
Mazda 626 (1997)
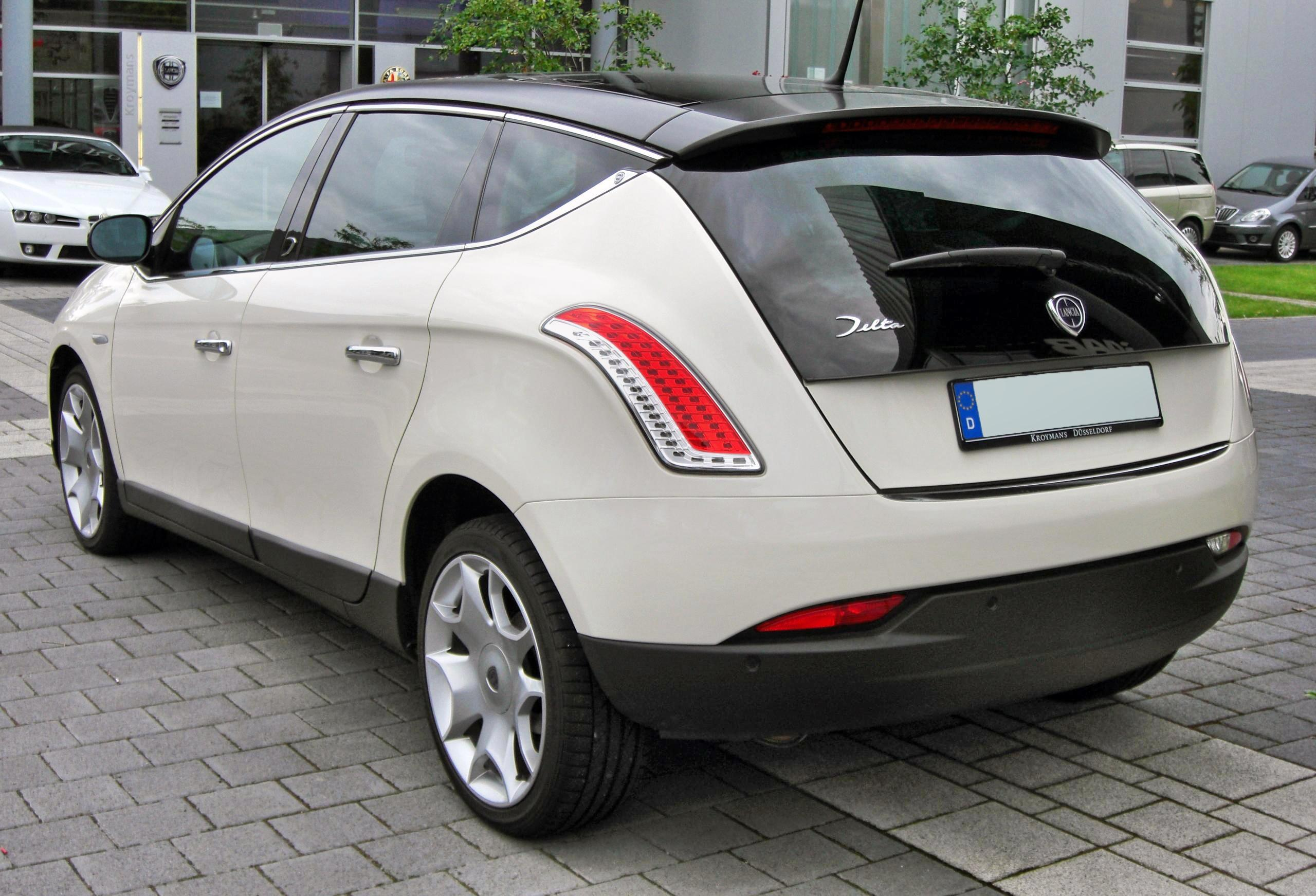
Lancia Delta III (2008)
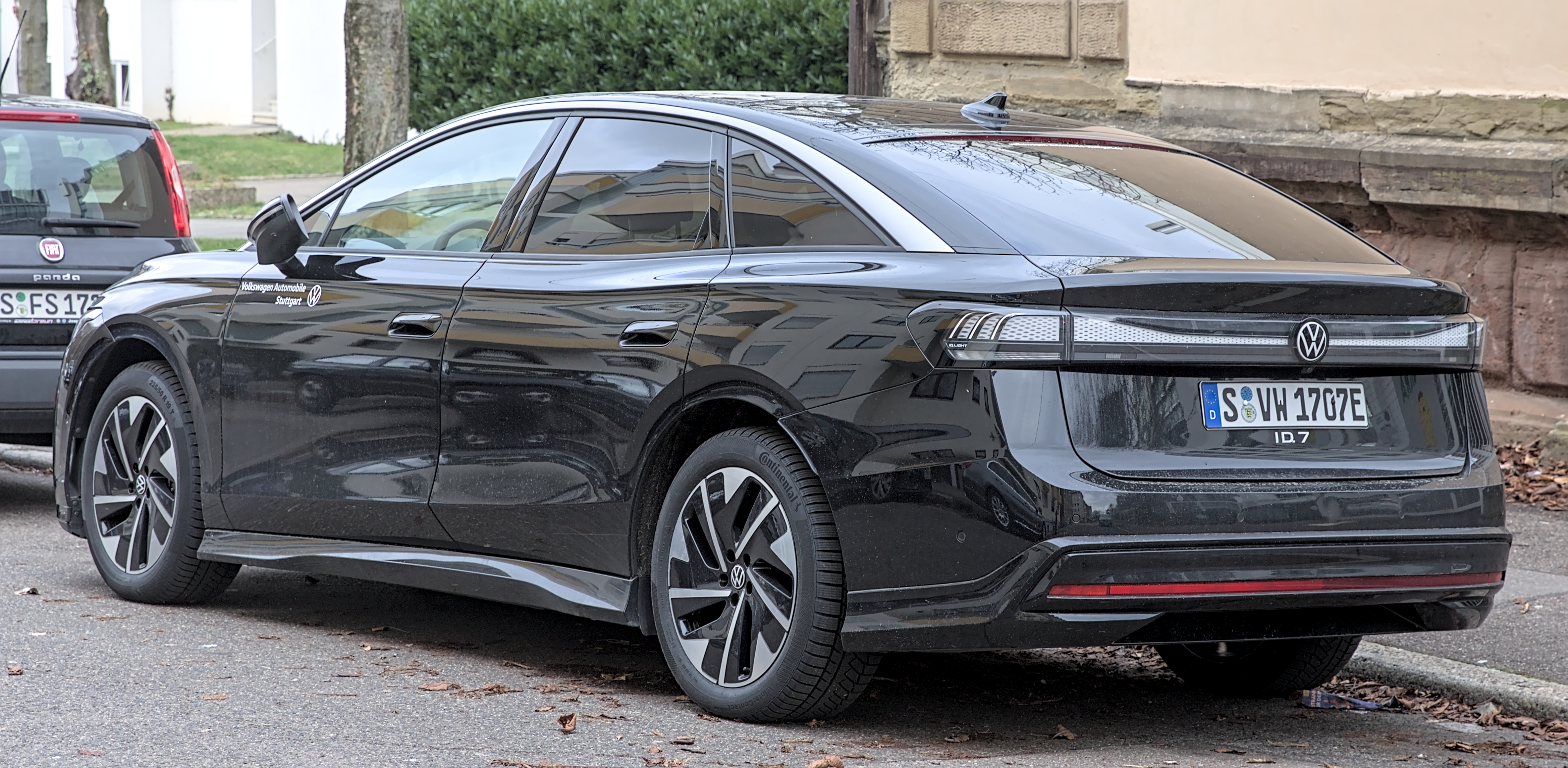
VW ID.7 (2023)

## Im Englischen
Im Englischen entsprechen Kombilimousinen entweder einem Liftback (Sedan), falls wie bei einer reinen Limousine eine Stufe im Heck vorliegt oder mangels einer solchen einem Hatchback (Sedan) [hatch=Klappe]. Beide Karosserievarianten verfügen über eine große Heckklappe, die an der hinteren Dachkante anschlägt. Bilden Dachlinie und Heckpartie gemeinsam einen zumindest annähernd gleichförmigen Kurvenbogen, so handelt es sich hierbei um einen Fastback (Sedan), unabhängig davon, ob eine große Heckklappe oder ein Kofferraumdeckel verbaut ist. Die Heckklappe zählt als weitere Tür. Es handelt sich dabei um ein 3- oder 5-door car. Der Begriff Hatchback schließt im Unterschied zur Kombilimousine jedoch auch Kleinstwagen mit Steilheck ein.